# Geomyza breviforceps
Geomyza breviforceps är en tvåvingeart som beskrevs av Walter Leopold Victor Hackman 1958. Geomyza breviforceps ingår i släktet Geomyza och familjen gräsflugor. Inga underarter finns listade i Catalogue of Life.